# 赵万里
赵万里（1905年4月4日—1980年6月25日），字斐云，别号芸盒、又号舜禽。浙江海宁人，史学家，学衡派的代表人物之一。

## 生平
赵万里是王国维夫人表姐张顺媛的长子，生于海宁安澜园之啸园。1911年考入海宁达才小学。1917年小学毕业后，考入嘉兴浙江省立第二中学（今嘉兴一中）。1921年，考入南京东南大学中文系（今南京大学文学院），跟从吴梅学习词曲。1925年毕业，他经吴梅介绍离开南京，到北京清华学校国学研究院，接替陆维钊之职任助教，师从王国维，学习文史、戏曲、金石、版本、目录、校勘等学科。因住西院45号，与王国维住所43号相近，师徒相处密切。

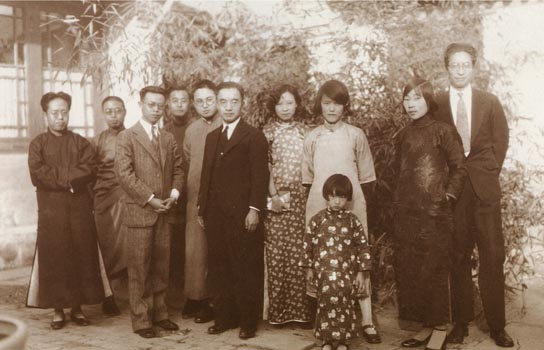
1933年春，在燕京大学郑振铎宅前的合影。左起：俞平伯、郭绍虞、浦江清、顾颉刚、赵万里、朱自清、陈竹隐、郑振铎夫人高君箴、顾颉刚夫人殷履案、郑振铎。

1927年6月2日，王国维自沉于北京颐和园昆明湖。赵万里悲痛之余，全力投入整理编辑王国维遗著并编辑年谱，后任清华学校史学系副教授。1927年6月5日，赵万里与张劲先在北京报子街聚贤堂结婚。原本身为证婚人的王国维于此前三天投湖自尽，婚期又早已确定通知亲友，无法更改。情急之下，赵万里请清华国学研究院主任吴宓担任证婚人。1928年，经陈寅恪介绍，赵万里到北平北海图书馆（今中国国家图书馆），任中文采访组和善本考订组组长，并兼任编纂委员会和购书委员会委员。同年，京师图书馆更名为国立北平图书馆，1929年国立北平图书馆移入北海，馆下分辖八部。善本部为其中之一部，下辖考订、写经两组，徐鸿宝担任主任，赵万里为考订组组长。同年，他受聘于中央研究院历史语言研究所特约研究员、编辑员，后改为通信研究员（直到1949年）。1929年5月，他还兼任故宫博物院图书馆和文献馆专门委员。
抗日战争爆发后，1938年北平图书馆部分馆员在馆长袁同礼的率领下前往昆明，成立北平图书馆驻昆明办事处。赵万里则留守北平，任善本部主任，兼任辅仁大学教授，负责与侵华日军交涉。1942年，兼任中国大学教授。1945年抗日战争胜利，他辞去中国大学教职。1946年10月，北京大学师生返回北平，他兼任北大教授，期间主持北大典藏木犀轩藏书整理工作。第二次国共内战期间，解放军围攻北平，1948年底南京国民政府派教育部人员，赴北平策划文物南迁事。馆长袁同礼下令要搬迁500箱，之后减至150箱。赵万里仍任善本部主任，向向达、郑振铎求援，并根据郑振铎的建议采取分化、拖拉，导致北京、上海两地的珍籍均未转至台湾。
1949年春，华北人民政府主席董必武将抗日战争期间经由八路军从山西赵城广胜寺抢救出的金朝《大藏经》（赵城金藏）四千三百多卷移交北平图书馆。因战争原因，大多古籍均受潮，赵万里负责古籍修复。1949年10月，中央人民政府成立，赵万里协助文物管理局局长郑振铎等展开对各地文物图书的调查、收集、保护等工作，包括铁琴铜剑楼瞿氏、常熟翁氏、江安傅氏、建德周氏、宝礼堂潘氏等藏书世家捐赠的古籍。1951年，赵万里被中央人民政府文化部评定为第一批研究员。1952年，北京图书馆机构调整，成立善本特藏部，由赵万里担任主任。1964年，他被选为第三届全国人民代表大会代表。文化大革命期间，他受到迫害，并长期卧床不起。1976年，恢复政治与学术名誉。1979年，当选为中国图书馆学会名誉理事。
1980年6月25日，他因病情急剧恶化，经抢救无效在北京逝世，终年75岁，死后骨灰安放于北京市八宝山革命公墓。

## 著作
赵万里几乎一生都在北京图书馆（今中国国家图书馆）从事善本采访、编目、保存工作。最初得到版本学家、文物鉴赏家徐森玉指导，刻苦钻研，又与藏书家傅增湘、周叔弢等交流。此外他还长期协助郑振铎、徐森玉等多方搜集名刻善本和碑刻拓片，汇藏于北平图书馆。1949年后，他积极访求、征集到大量名家的藏书和稿本，包括搜购流散国内的敦煌遗书，鉴定、购入港澳收藏家的珍本，使北京图书馆的善本收藏更为丰富。他主持《赵城金藏》的修复工作和《永乐大典》的辑佚工作，举办《中国印本书籍》等善本专题展览，并为北京图书馆工作人员传授应用目录学。中国国家图书馆的“四大镇馆之宝”（《敦煌遗书》、《赵城金藏》、《永乐大典》、《四库全书》）的抢救与整理，均有赵万里的主持或参与。